# 매킨토시 128K
매킨토시 128K(Macintosh 128K)는 애플에서 내놓은 최초의 매킨토시 시리즈이다. 원래 명칭은 애플 매킨토시(Apple Macintosh)였으나 후속작으로 메모리 용량을 확장한 매킨토시 512K가 출시되면서 본래의 매킨토시는 매킨토시 128K란 이름이 부여되었다. 초기에는 2,495 달러로 판매하였으며, 1984년 5월 3일에 70,000대를 기록하였다.
명령어를 타이핑할 필요 없이 아이콘만 클릭하면 실행할 수 있는 직관적인 구조를 가진 GUI 운영체제를 탑재하여 사용자들의 관심을 끌었으며, 애플 리사에 비하면 나름대로 합리적인 가격이었기 때문에 발매 당시 상당한 인기를 끌었다.
베이지 색 케이스에 9인치(23 cm)모니터의 일체형으로 되어 있으며 케이스 상단에는 손잡이가 달려있다. 모니터와 본체의 일체형으로 이 케이스의 디자인은 1993년의 매킨토시 컬러 클래식이 단종될때까지 유지해왔으며 이런 형태의 매킨토시들을 컴팩트 매킨토시라고 부르고 있다.

## 특징
이전에 그래픽을 사용할 수 있을만한 컴퓨터를 만들려면 10,000달러의 비싼 비용이 요구되었다. 그래서 매킨토시는 합리적인 가격에 좋은 성능을 내기 위해 매우 효율적인 설계를 하였다.

### 프로세서 및 메모리

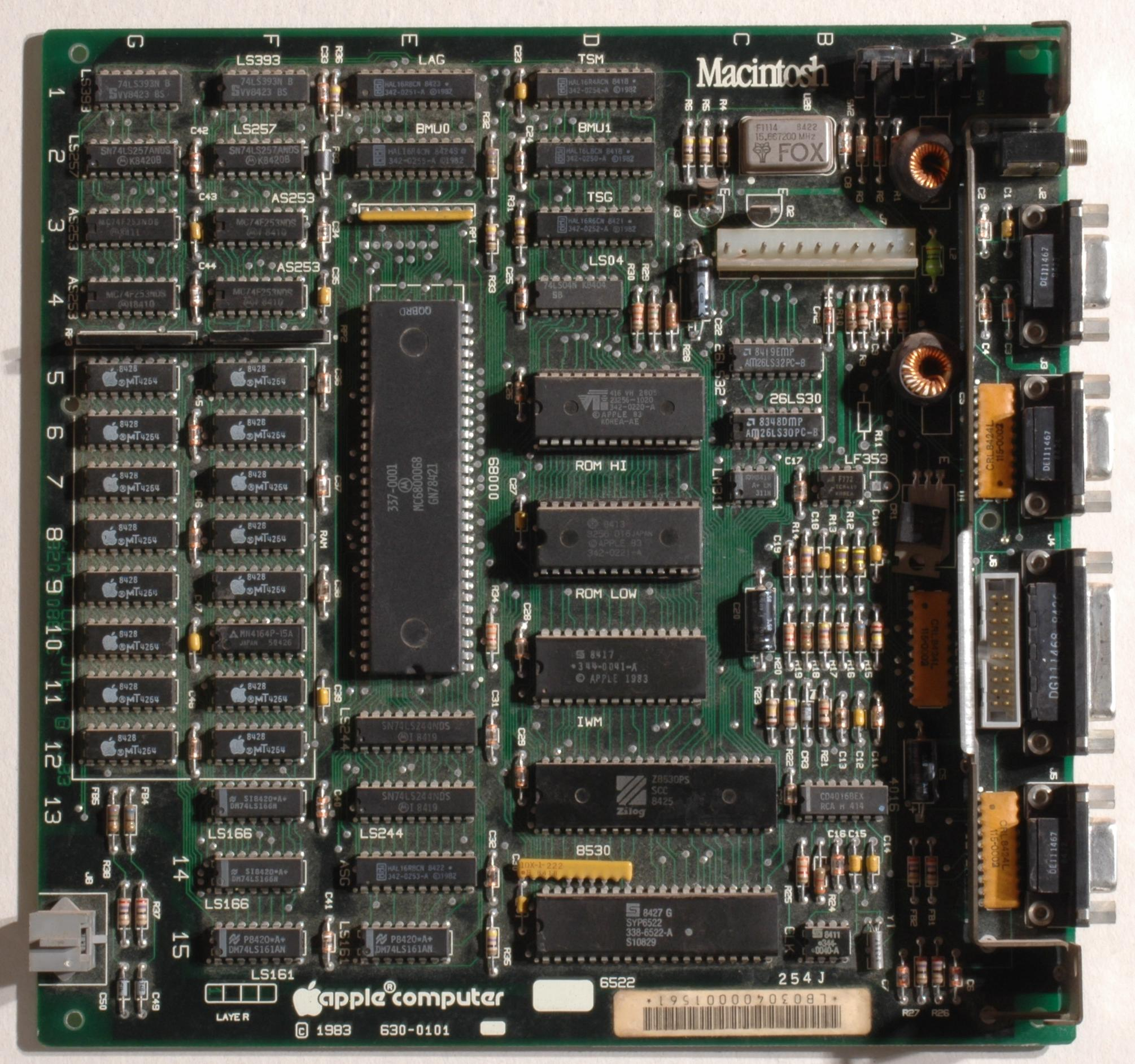
매킨토시 128K의 마더보드

시스템의 핵심은 16비트 데이터 버스로 메모리는 128kB DRAM이, CPU는 모토로라 MC68000 8 MHz 마이크로프로세서가 장착되어 있다. 메모리는 매우 부족해서 많은 멀티미디어 소프트웨어에 대한 많은 제약이 있었으며 이후 메모리를 업그레이드한 제품을 출시하기에 이르렀다.

### 주변기기
모니터는 흑백 모니터가 본체와 일체형으로 되어 있다. 9인치(23 cm)의 CRT이며 512x342, 72 ppi의 해상도를 지원하였다.
확장포트는 두개의 비표준 방식인 RS-422, DE-9의 직렬 포트가 있으며 각각 '프린터', '모뎀'이라는 이름이 부여되었다.
내장 플로피 디스크 드라이브 외에 고유의 19핀 D-sub커넥터를 이용하여 외장 플로피 디스크 드라이브를 이용할 수 있다.
키보드와 마우스는 독자적인 프로토콜을 사용해였으며, 타사에서 제품을 제작할 수도 있다. 키보드에는 화살표키와 기능키, 키패드가 빠져 있었는데, 이후 128K용 숫자 키패드를 사용할 수 있도록 하였다. 마우스는 애플 리사와 마찬가지로 하나의 버튼을 가지고 있다.
애플에서 바로 쓸 수 있는 프린터는 동사에서 개발된 ImageWriter이며 맥의 72dpi에서 144dpi 위지윅(WYSIWYG)출력을 할 수 있도록 설계된 도트 매트릭스 프린터였다. LaserWriter나 기타 프린터는 내장 네트워킹 시스템인 애플 토크(Appletalk)를 사용해서 연결해야했다.

### 보조 기억 장치
매킨토시 128K는 400KB를 지원하는 단면 3.5인치 플로피 디스크 드라이브를 제공한다. 시스템 소프트웨어가 담긴 디스크는 "Startup Disk"로 불리며 이 디스켓을 넣어 부팅하면 Finder 소프트웨어가 바로 실행되고, 여기서 응용 프로그램을 실행해야 할 때 디스켓을 뺀 후 해당 프로그램 디스켓을 넣어 프로그램을 실행한다.
당시 400KB은 PC XT의 360KB 5.25인치 플로피 디스크보다 용량이 커서 시스템 소프트웨어 및 응용 프로그램, 응용 프로그램에 의해 생선된 데이터를 저장하기에 충분하였다. 이후 정교한 작업 및 시스템 설치 등으로 인해 별도의 디스크를 교체할 일이 많아지면서 외부 플로피 디스크 드라이브도 자주 사용되었다. 애플사에는 매킨토시 확장 디스크 드라이브라는 외부 드라이브가 제공되었는데 495 달러로 타사의 하드디스크보다 비싼 가격에 속도가 느린 시리얼 포트로 동작하였다. 때문에 일부 업체에서 비표준 플로피 포트를 사용한 경우도 있었다.

### 쿨링 시스템
매킨토시 128K는 쿨링 팬이 없어서 작동중에도 조용하지만 발열이 심하여 고장의 원인이 되기도 하였다. 이는 스티브 잡스가 매킨토시에 팬을 넣지 말라는 주장 때문이었다. 일부 유저들은 타 회사의 팬을 도입하여 매킨토시의 슬롯 내부에 장착하고 전원공급장치쪽의 도터보드에서 선을 따 전원을 공급 한 후 기존 환기구를 통해 통풍 장치를 마련하였다. 이후 매킨토시 SE에 와서 비로소 팬이 추가되었다.

### 소프트웨어
매킨토시 128K는 최초의 시스템 및 파인더 프로그램과 함께 제공되었으며 "시스템 1.0"으로 알려져 있다.
이후 시스템 2.0 및 3.2, 파인더 5.3 및 4.2 버전까지 지원한다. 800kB 플로피 디스크로 구동하는 시스템 4.0 이후부터 매킨토시 128K를 지원하지 않는다.
응용 프로그램으로 그래픽 프로그램인 MacPaint, 워드프로세서인 MacWrite이 함께 제공되며, 이 외에 MacProject, MacTerminal, 마이크로소프트 워드가 있으며, 프로그래밍 언어로 MacBASIC, MacPascal, Macintosh 68000 Development System도 있다.

### 모델
1984년 1월 발표 당시에는 단순히 애플 매킨토시라고만 불리었다. 이후 9월에 512kB로 확장된 매킨토시 512K를 출시하면서 기존의 매킨토시는 매킨토시 128K라는 이름을 부여했다. 매킨토시 128K는 "씬 맥(thin Mac)"이란 별명으로 불렸고, 새로 나온 512K는 "팻 맥(Fat Mac)"이란 별명이 붙여졌다.
512K와는 기능적으로 동일하다. 128K 제조당시 뒤에 메모리 확장 슬롯을 추가할 수 있게 디자인 해두었으며, 때문에 512K의 제품을 빨리 발매할 수 있었다.

## 서명

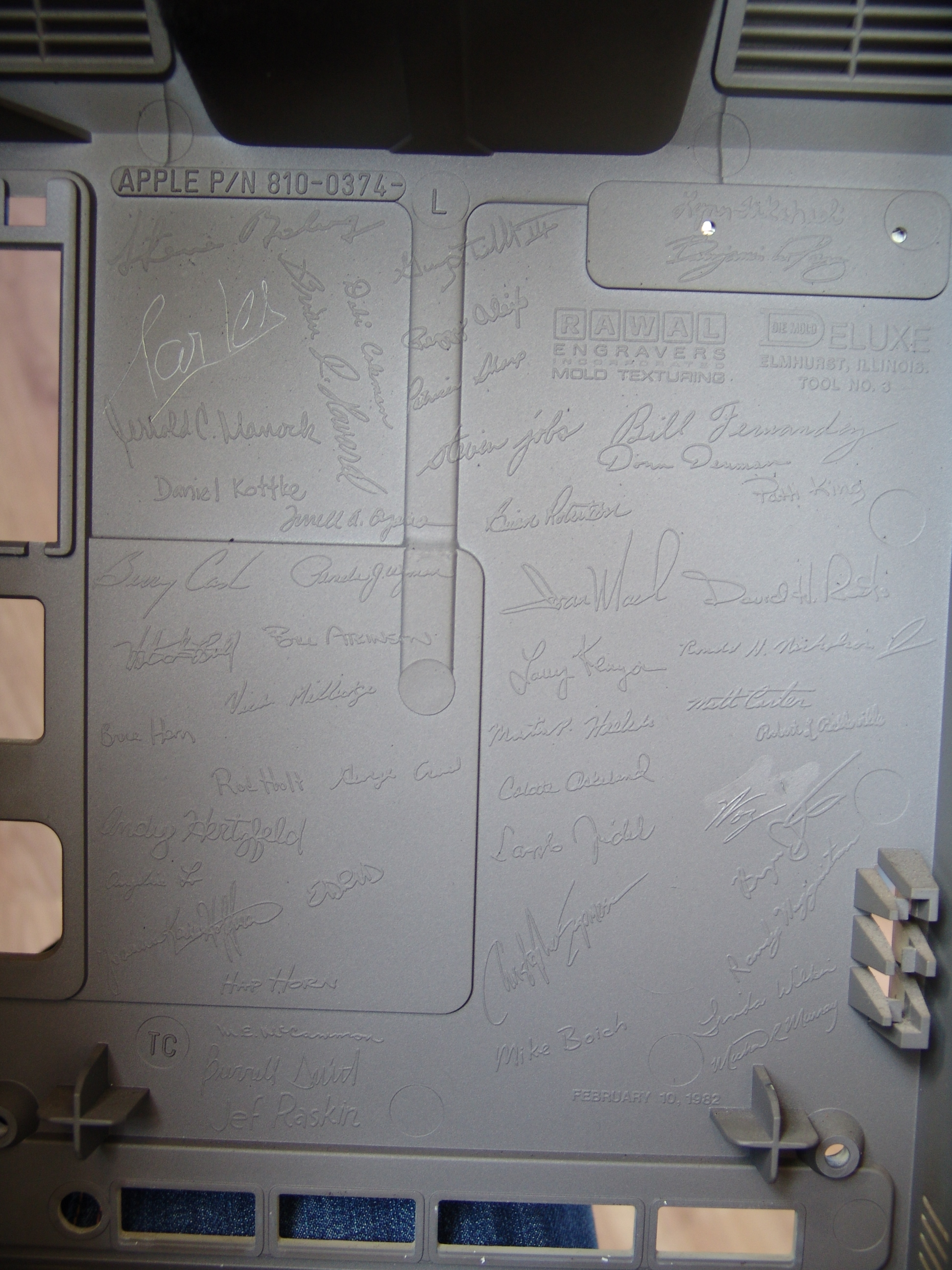
매킨토시 128K 케이스 안에 있는 서명

1982년에 생산된 매킨토시 128K 케이스의 내부에서는 매킨토시 개발자의 서명이 포함되어 있다. 서명된 인물은 페기 알렉소, 컬렛 애스킬랜드, 빌 앳킨슨, 스티브 발록, 밥 벨빌, 마이크 보이크, 빌 불, 맷 카터, 베리 캐시, 데비 콜맨, 조지 크로, 돈 덴먼, 크리스토퍼 에스피노사, 빌 페르난데스, 마틴 헤이벌리, 앤디 허츠필드, 조애나 호프먼, 로드 홀트, 브루스 혼, 햅 혼, 브라이언 하워드, 스티브 잡스, 래리 케니언, 패티 킹, 대니얼 콧키, 엔젤린 로, 이번 매치, 제럴드 매너그, 메리 앨런 매커먼, 비키 밀리지, 마이크 머리, 론 니콜슨 주니어, 테리 오야마, 벤자민 팽, 제프 라스킨, 에드 리들, 브라이언 로버트슨, 데이브 루츠, 패트리시아 샤프, 버렐 스미스, 브라이언 스티언스, 린 다카하시, 가이 (버드) 트리블, 랜디 위깅턴, 린다 윌킨, 스티브 워즈니악, 파멜라 와이먼, 라즐로 자이데크이다.

## 같이 보기
- 매킨토시
- 컴팩트 매킨토시
- 매킨토시 512K